# Lucius Ceionius Commodus (consul en 106)
Lucius Ceionius Commodus, parfois avec le cognomen Verus, est un sénateur romain, consul en 106. Il est le père de Lucius Aelius, un temps successeur d'Hadrien, et le grand-père de Lucius Aurelius Verus, co-empereur de Marc Aurèle.

## Famille

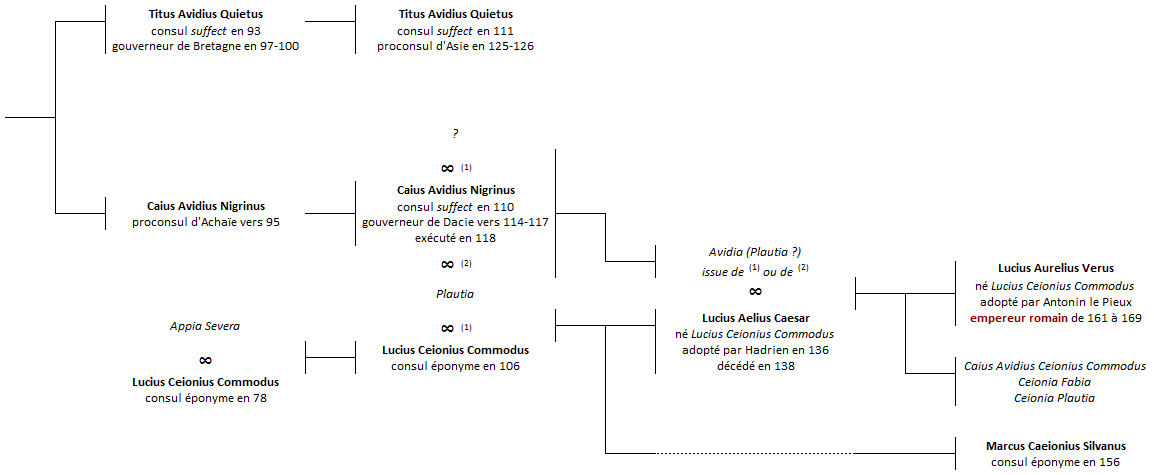
Les Avidii et les Ceionii de l'époque des Flaviens et des Antonins. Arbre non exhaustif.

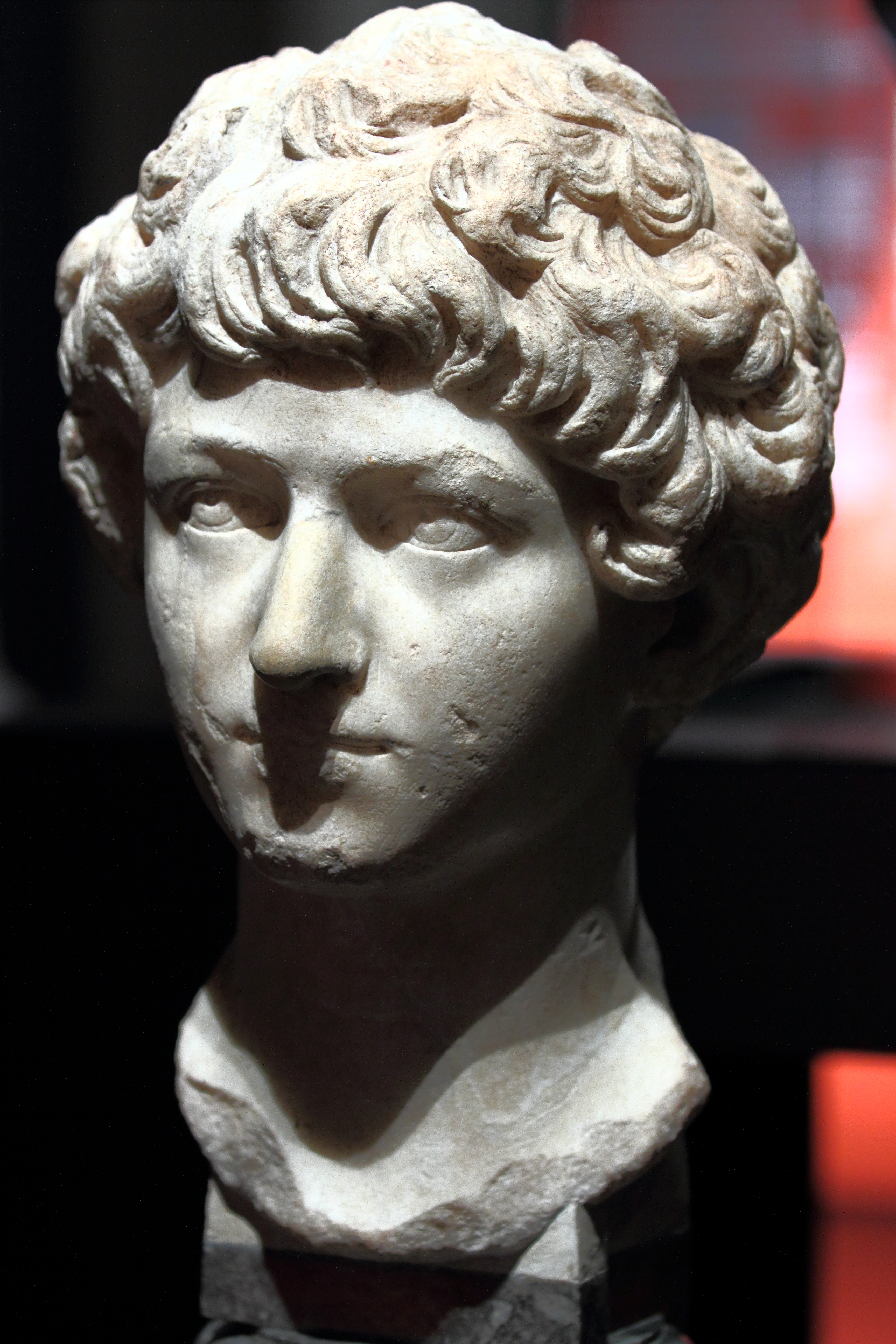
Portrait de Lucius Aurelius Verus jeune, Musée du Capitole de Rome.

Sa famille est originaire d'Étrurie.
Son père, qui porte le même nom, Lucius Ceionius Commodus, est consul éponyme en 78, à la fin du règne de Vespasien. Sa mère est une certaine Appia Severa, fille du sénateur Sextus Appius Severus.
Il aurait eu comme femme Plautia, qui épouse ensuite Caius Avidius Nigrinus, consul suffect en 110 et mis à mort en 118 lors de la purge de début de règne d'Hadrien.
Il a un fils de Plautia, appelé aussi Lucius Ceionius Commodus, né en 105 et connu sous le nom de Lucius Aelius,. Une des filles de Nigrinus, une certaine Avidia, issue sûrement d'un autre mariage que celui cité précédemment, l'épouse. Il est adopté par Hadrien en 136, mais il décède quelques mois avant de pouvoir lui succéder en 138.
Son petit-fils, né aussi Lucius Ceionius Commodus, connu sous le nom Lucius Aurelius Verus,, est adopté par Antonin le Pieux et devient empereur conjointement avec Marc Aurèle, qui détient cependant le pouvoir réel. Outre Verus, Ceionius Commodus a pour petits-enfants Caius Avidius Ceionius Commodus et ses sœurs Ceionia Fabia et Ceionia Plautia.
Il a probablement un autre fils, et via lui, un autre petit-fils, Marcus Ceionius Silvanus, consul éponyme en 156, sous Antonin le Pieux.

## Biographie
Il est consul éponyme en 106, aux côtés de Sextus Vettulenus Civica Cerialis, sous Trajan,.
Son épouse s'étant remariée, cela fait peut-être suite à son décès, à dater dans ce cas d'avant 118, date de la mort de Nigrinus. Nous n'avons aucune référence de lui en dehors de son consulat ordinaire.

## Sources
- PIR² C 604 / PIR¹ C 502